# Ciénega

Localização de Ciénega no departamento de Boyacá.

Ciénega é um município no departamento de Boyacá, na Colômbia.